# New ASU Stadium
O New ASU Stadium é um estádio localizado em Montgomery, no Alabama, Estados Unidos. Possui capacidade total para 26 500 pessoas, é a casa do time de futebol americano universitário Alabama State Hornets football da Universidade Estadual do Alabama.
O estádio foi inaugurado em 2012.